# Aetrocantha falkensteini
Genre
Espèce
Synonymes
- Isoxia galeata Simon, 1887

Aetrocantha falkensteini, unique représentant du genre Aetrocantha, est une espèce d'araignées aranéomorphes de la famille des Araneidae.

## Distribution
Cette espèce se rencontre en Afrique centrale et en Afrique de l'Ouest.

## Étymologie
Cette espèce est nommée en l'honneur de Julius August Ferdinand Falkenstein (de) (1842-1917).

## Publication originale
- Karsch, 1879 : West-afrikanische Arachniden, gesammelt von Herrn Stabsarzt Dr. Falkenstein. Zeitschrift für die Gesammten Naturwissenschaften, vol. 52, p. 329-373.